# 圣阿芒德韦尔
圣阿芒德韦尔（法語：Saint-Amand-de-Vergt，法語發音：[sɛ̃.t‿amɑ̃ də vɛʁ]，意为“韦尔的圣阿芒”）是法国多尔多涅省的一个市镇，属于佩里格区。

## 地理
圣阿芒德韦尔（44°59'14"N, 0°41'51"E）面积12.66 平方千米，位于法国新阿基坦大区多爾多涅省，该省份为法国西南部内陆省份，是法國本土面积第三大的省，大致对应佩里戈尔地区，北起顺时针与夏朗德省、上维埃纳省、科雷兹省、洛特省、洛特-加龙省、吉倫特省和滨海夏朗德省接壤。
与圣阿芒德韦尔接壤的市镇（或旧市镇、城区）包括：韦尔、圣迈姆德佩雷罗勒、圣米歇尔德维亚代、卢伊尔河-科多河谷村、富莱。

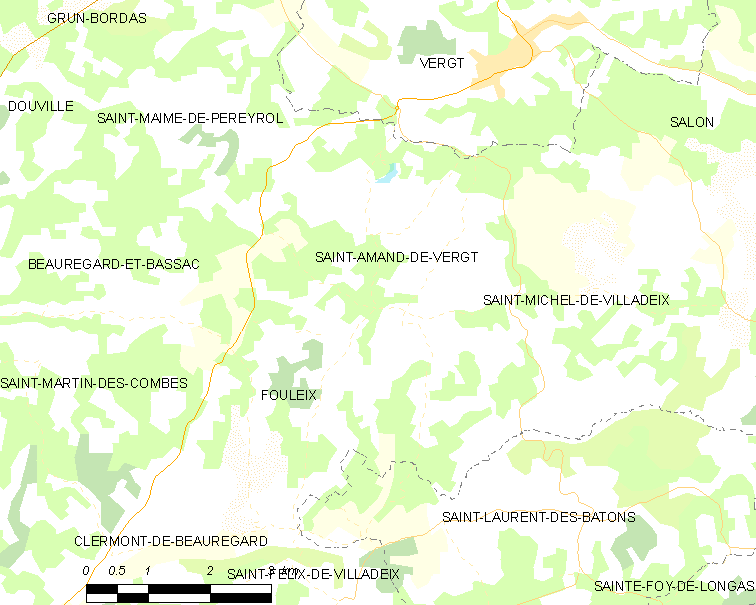
圣阿芒德韦尔的OSM定位图

圣阿芒德韦尔的时区为UTC+01:00、UTC+02:00（夏令时）。

## 行政
圣阿芒德韦尔的邮政编码为24380，INSEE市镇编码为24365。

## 政治
圣阿芒德韦尔所属的省级选区为中佩里戈尔县。

## 人口

1962-2008年间圣阿芒德韦尔人口变化图示

圣阿芒德韦尔于2022年1月1日时的人口数量为245人。